# Pentaschistis setifolia
Pentaschistis setifolia là một loài thực vật có hoa trong họ Hòa thảo. Loài này được (Thunb.) McClean mô tả khoa học đầu tiên năm 1926.